# Otto Machinek
Otto Machinek (Viena, 1947 - Viena, 27 de junio de 2004) fue un piloto de motociclismo austríaco que compitió en el Campeonato Mundial de Motociclismo desde 1976 hasta 1989.

## Biografía
Machinek fue durante 20 años especialista en pequeñas cilindradas. En 1981 consiguió uno de sus mejores resultados al acabar cuarto en el Gran Premio de Alemania de 1981 de 50cc por detrás de Stefan Dörflinger, Hans Hummel y Reiner Kunz. Otto Machinek estuvo nueve veces en el Top-10 de los Grandes Premios, especialmente en el mundial de la categoría 50 cc en 1980 donde terminó en el 13.eɽ lugar. En 1995, fue víctima de un accidente severo en una prueba en la que se rompió 28 huesos y requirió un año de recuperación, concluyendo así su carrera.

## Resultados en el Campeonato del Mundo
Sistema de puntuación desde 1969 hasta 1987:
| Posición | 1.º | 2.º | 3.º | 4.º | 5.º | 6.º | 7.º | 8.º | 9.º | 10.º |
| Puntos   | 15  | 12  | 10  | 8   | 6   | 5   | 4   | 3   | 2   | 1    |

Sistema de puntuación desde 1988 hasta 1991:
| Posición | 1.º | 2.º | 3.º | 4.º | 5.º | 6.º | 7.º | 8.º | 9.º | 10.º | 11.º | 12.º | 13.º | 14.º | 15.º |
| Puntos   | 20  | 17  | 15  | 13  | 11  | 10  | 9   | 8   | 7   | 6    | 5    | 4    | 3    | 2    | 1    |

### Carreras por año
(Carreras en negrita indica pole position; Carreras en cursiva indica vuelta rápida)

 Año

| Clase | Equipo | 1        | 2     | 3       | 4       | 5       | 6       | 7       | 8       | 9       | 10      | 11      | 12     | 13      | 14      | Pts.    | Pos. |      |
| ----- | ------ | -------- | ----- | ------- | ------- | ------- | ------- | ------- | ------- | ------- | ------- | ------- | ------ | ------- | ------- | ------- | ---- | ---- |
| 1976  | 50cc   | -        | FRA - |         | NAT -   | YUG -   | NED -   | BEL -   | SWE -   | FIN -   | CZE -   | GER Ret |        |         |         |         | 0    | -    |
| 1977  | 50cc   | Kreidler |       |         | GER Ret | NAT -   | ESP -   | YUG 13  | NED -   | BEL 11  | SWE -   |         |        |         |         |         | 0    | -    |
| 1978  | 50cc   | Kreidler |       | ESP -   |         |         | NAT -   | NED -   | BEL 24  |         |         |         | GER 32 | CZE 17  | YUG 17  |         | 0    | -    |
| 1979  | 50cc   | Kreidler |       |         | GER 17  | NAT -   | ESP -   | YUG 12  | NED -   | BEL -   |         |         |        | FRA -   |         |         | 0    | -    |
| 1980  | 50cc   | Kreidler | NAT - | ESP -   |         | YUG 7   | NED 10  | BEL 9   |         |         | GER 18  |         |        |         |         |         | 7    | 13.º |
| 1981  | 50cc   | Kreidler |       | GER 4   | NAT Ret |         | ESP -   | YUG Ret | NED 16  | BEL 20  | RSM 13  |         |        |         | CZE Ret |         | 8    | 15.º |
| 1982  | 50cc   | Kreidler |       |         |         | ESP -   | NAT 13  | NED 21  |         | YUG 12  |         |         | RSM 6  | GER 13  |         |         | 5    | 14.º |
| 1983  | 50cc   | Kreidler |       | FRA -   | NAT 19  | GER 11  | ESP -   |         | YUG 8   | NED 14  |         |         |        | RSM 10  |         |         | 6    | 17.º |
| 1984  | 50cc   | Kreidler |       | NAT 13  | ESP -   | AUT 15  | GER 12  |         | YUG 10  | NED Ret | BEL 14  |         |        | RSM 10  |         |         | 2    | 19.º |
| 1985  | 80cc   | Hummel   |       | ESP -   | GER Ret | NAT DNQ |         | YUG 20  | NED 27  |         | FRA -   |         |        | RSM 19  |         |         | 0    | -    |
| 1986  | 80cc   | Krauser  | ESP - | NAT DNQ | GER -   | AUT DNQ | YUG -   | NED DNQ |         |         | GBR -   |         | RSM 22 | BDW DNQ |         |         | 0    | -    |
| 1987  | 80cc   | Krauser  |       | ESP -   | GER -   | NAT -   | AUT Ret | YUG -   | NED -   |         | GBR -   |         | CZE -  | RSM 20  | POR -   |         | 0    | -    |
| 1988  | 80cc   | Eigenbau |       | ESP -   | ESP -   | NAT DNQ | GER DNQ |         | NED DNQ |         | YUG Ret |         |        |         | CZE DNQ |         | 0    | -    |
| 1989  | 80cc   | Eigenbau |       |         |         | ESP -   | NAT -   | GER -   |         | YUG -   | NED -   |         |        |         |         | CZE DNQ | 0    | -    |